# Antonio Beccadelli (pintor)
Antonio Beccadelli (Bolonia, 1718 – Bolonia, 20 de febrero de 1803) fue un pintor italiano de estilo barroco tardío rococó. Fue pupilo de Felice Torelli y seguramente también de otros como Giuseppe Carlo Pedretti. Fue miembro de la Accademia Clementina desde 1745 llegando a presidirla en 1757. A final de su vida fue marchante de arte.